# Histoire de Mulhouse

Blason de Mulhouse.

L'histoire de Mulhouse commence au début du IXe siècle, lorsque la deuxième ville d'Alsace fut mentionnée pour la première fois.

## Origines
Les environs de Mulhouse étaient habités depuis le paléolithique, mais le site même qu'occupe aujourd'hui la ville ne présentait pas assez d'avantages pour qu'une agglomération s'y constituât. La première mention de la ville date de l'an 803 lorsqu'un certain Achito fit don de propriétés, dont Mulinhuson (Mulhouse), au monastère de Fulda.
Au XIe siècle, l'évêque de Strasbourg obtient l'administration d'une grande partie du territoire de Mulhouse, détenue jusqu'alors par des abbayes de la région.
Au XIIe siècle, le territoire de Mulhouse passe aux mains de l'empereur Frédéric Ier « Barberousse ».
Vers 1222-1224, Mulhouse est dotée de privilèges et est élevée au rang de ville.
En 1261, les bourgeois se révoltent contre la domination de l'évêque de Strasbourg, qui avait repris la ville entre-temps, et se placent sous l'autorité de Rodolphe de Habsbourg.
En 1308, Mulhouse devient ville impériale. Elle est administrée par un prévôt impérial et un conseil de 12 membres dont 4 nobles et 8 patriciens. La ville occupe alors la surface de l'actuelle vieille ville.
Après avoir conclu une série d'alliances avec d'autres villes, Mulhouse adhère à la Décapole en 1354.
Les artisans se soulèvent dès 1340 — et à nouveau en 1350 et 1354 — contre le conseil aristocratique. Mais ce n'est qu'entre 1445 et 1449 que les bourgeois des corporations parviennent enfin à expulser les nobles et les patriciens, ceux-ci ayant fait cause commune avec la Maison d'Autriche qui avait fait assiéger Mulhouse par les Écorcheurs. Le conseil de la ville se compose désormais de 12 magistrats élus : Mulhouse s'est transformée en une république bourgeoise.

## La république de Mulhouse

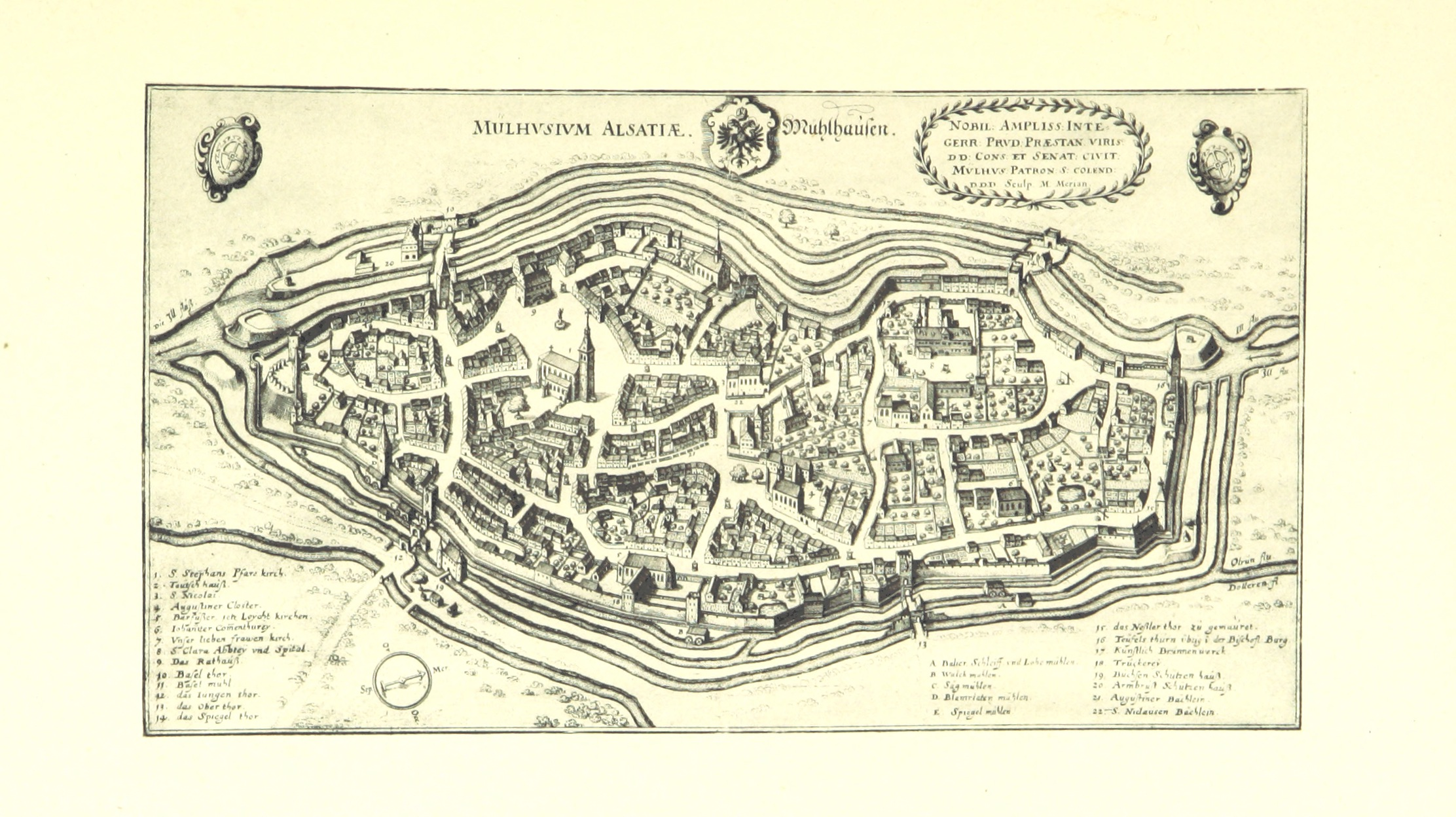
Mulhouse en 1642; plan Merian.

Mais, attaquée de toute part par les partisans des Habsbourg et notamment par les nobles qui gardaient la rancune de leur expulsion, Mulhouse doit conclure en 1466 une alliance avec Berne et Soleure pour obtenir des renforts de troupes.
Cette alliance s'étend en 1515 à tous les cantons de la confédération des XIII cantons.
En 1523 Mulhouse adhère à la Réforme, qui s'opère par étapes avant d'aboutir en 1529 à l'établissement complet et exclusif du culte protestant.
Après l'incendie de l'hôtel de ville le 1er février 1551, un nouvel édifice, celui qui existe encore de nos jours, est construit. La cité-État compte alors environ 2 000 habitants.
Les traités de Westphalie, qui mettent un terme à la Guerre de Trente Ans, donnent l'Alsace à la France, mais Mulhouse reste ville indépendante et alliée aux cantons suisses. Une ère de travail et de paix s'ouvre pour elle.
En 1746, la première manufacture d'indiennes est créée à Mulhouse. C'est le début du développement industriel de la ville qui ne compte alors que 4 000 habitants. Dans les années qui suivent naissent un certain nombre de dynasties industrielles issues du patriciat ancien de la ville, parmi lesquelles les familles Dollfus, Hofer, Koechlin, Mieg, Risler ou Schlumberger, qui émargeront au XIXe siècle dans la haute société protestante.
Le 15 mars 1798, la petite République de Mulhouse se trouvant alors encerclée par la France, ce qui a fini par nuire à son essor économique, s'unit à la France.

## XIXesiècle

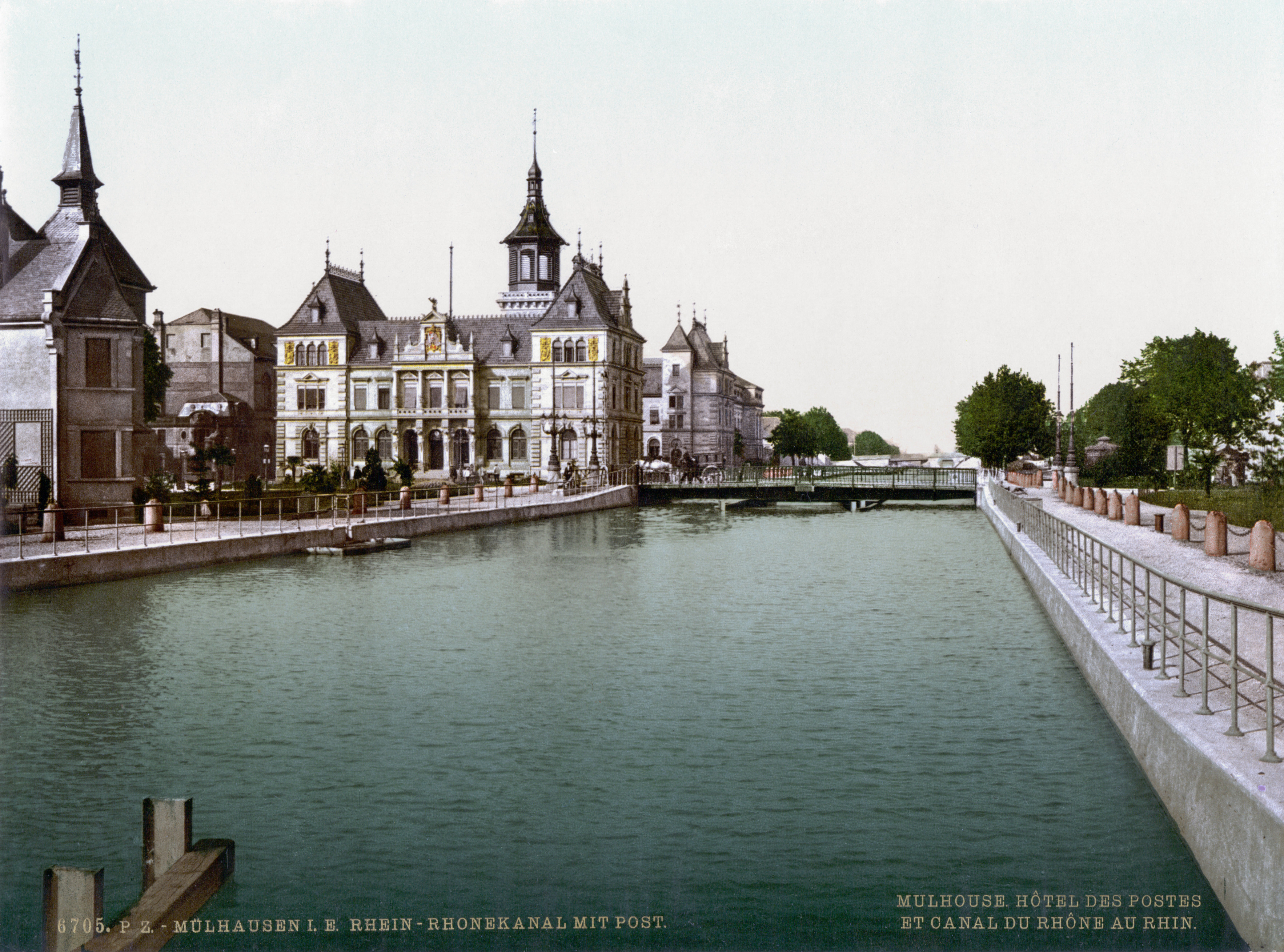
Mulhouse à la fin du XIXe siècle. Au fond, l'ancienne poste (détruite par les bombardements de 1944) et le canal du Rhône au Rhin.

Pendant tout le XIXe siècle la ville s'accroît à une cadence étonnante et de nouvelles industries naissent. Après les manufactures d'impression de tissus imprimés sont créés les filatures, les tissages, les ateliers de constructions mécaniques et les usines de produits chimiques. De 6 000 habitants en 1798, la population passe à 30 000 en 1850, à 63 000 en 1880 et à 90 000 en 1900.
C'est en 1848 que le nom français de Mulhouse -usité depuis plusieurs années au sein de la bourgeoisie francophone- fut officiellement adopté pour remplacer l'ancien nom germanique de Mülhausen.

### Période allemande (1870 à 1918)
En septembre 1870, les Badois occupent Mulhouse. La ville fera ensuite partie, comme l'Alsace tout entière, de l'Empire allemand jusqu'en 1918. Les autorités allemandes appellent la ville Mülhausen im Elsass pour la distinguer d'autres localités du même nom, et surtout de la ville de Mülhausen en Thuringe.
Mulhouse, au même titre que l'Alsace et la Moselle, n'a pas été annexée après 1870. Les préliminaires de paix du 26 février 1871 et le Traité de Francfort du 10 mai 1871 parlent de cession à l'Empire allemand. Les préliminaires précités (Article 1) stipulent "La France renonce en faveur de l'Empire allemand à tous ses droits et titres sur les territoires..., etc. Il s'agit donc d'une cession et non d'une annexion.

#### L'Affaire Dreyfus

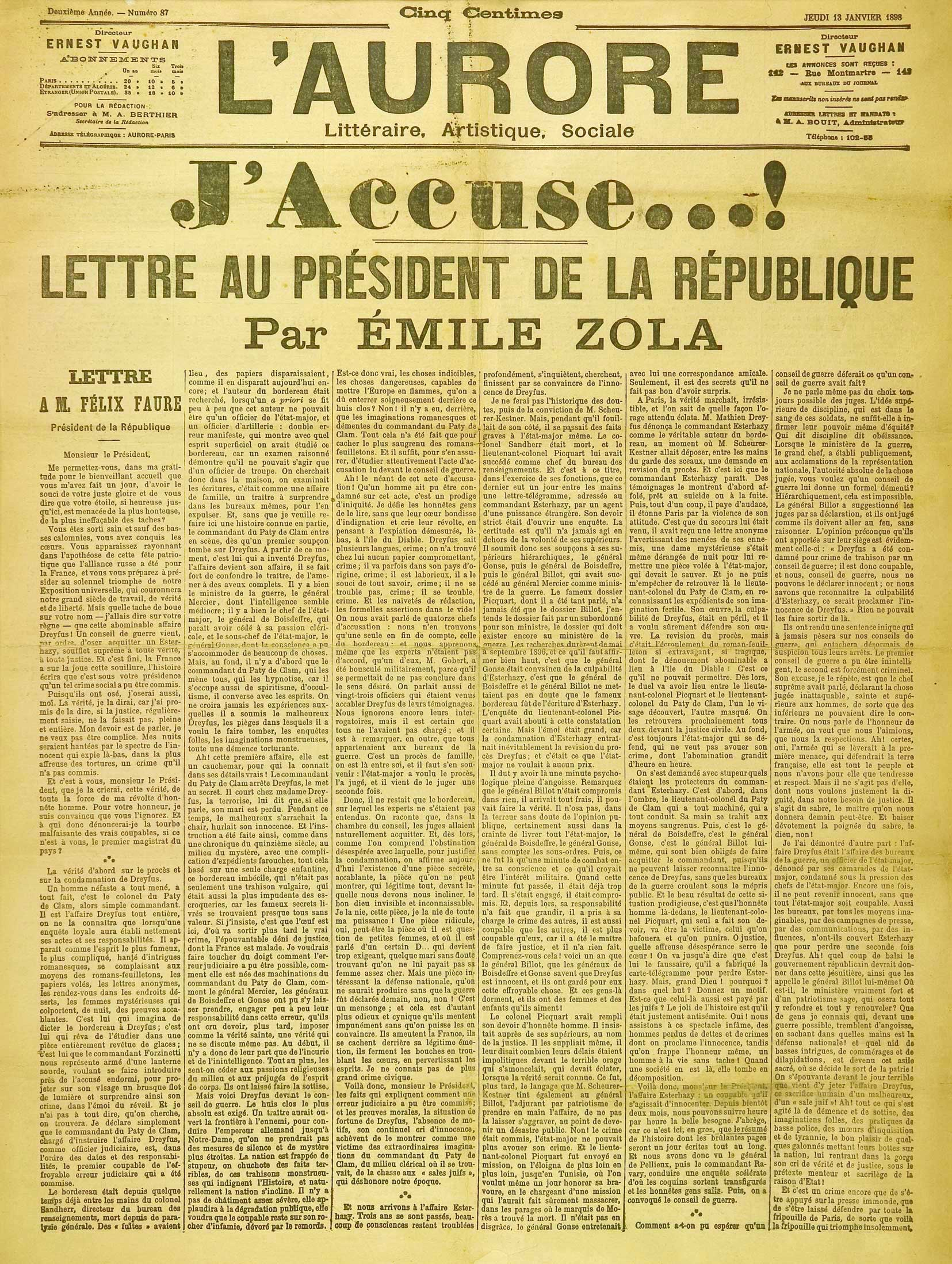
À la une de L'Aurore, « J'Accuse…! » d'Émile Zola

Alfred Dreyfus est né le 9 octobre 1859 à Mulhouse. Il est le dernier des neuf enfants de Raphaël Dreyfus, industriel mulhousien, et de Jeannette Libmann-Weill. Alfred passe son enfance dans la maison familiale rue du Sauvage.
Après l'annexion de l'Alsace-Lorraine par l'Allemagne, Lorrains et Alsaciens ont la possibilité de choisir entre la nationalité française ou allemande. Les Dreyfus optent pour la nationalité française et quittent l'Alsace pour Paris. Alfred décide alors de s'engager dans l'armée française, souhaitant voir sa région natale revenir à la France. Il entre à l'École polytechnique devient officier d'artillerie et intègre l'école de Guerre. Par la suite, il est attaché à l'état-major de l'armée au ministère de la Guerre comme capitaine-stagiaire et affecté au célèbre 2e Bureau chargé du renseignement (c'est-à-dire de l'espionnage) dirigé par le commandant Henry.
Ayant le grade de capitaine de l'armée française et ayant le tort d'être Alsacien et de confession juive, il est accusé d'avoir livré aux Allemands des documents secrets et condamné au bagne à perpétuité pour trahison. Il fut déporté sur l'île du Diable.
Certaine de l'incohérence de cette condamnation, la famille du capitaine, derrière son frère Mathieu, tente de prouver son innocence. En janvier 1898 Émile Zola publie J'Accuse…!, plaidoyer dreyfusard qui entraîne le ralliement de nombreux intellectuels. Un processus de scission en deux de la France est entamé, qui se prolonge jusqu’à la fin du siècle. Des émeutes antisémites éclatent dans plus de vingt villes françaises. Le pays est bouleversé, certains le voient même en péril, ce qui incite à en finir avec l’affaire Dreyfus pour ramener le calme.
Les conséquences de cette affaire sont innombrables et touchent tous les aspects de la vie publique française : politique (elle consacre le triomphe de la IIIe République, dont elle devient un mythe fondateur tout en renouvelant le nationalisme), militaire, religieux (elle ralentit la réforme du catholicisme français, ainsi que l'intégration républicaine des catholiques), social, juridique, médiatique, diplomatique et culturel (c'est à l'occasion de l'affaire que le terme d'intellectuel est forgé). L'affaire a également un impact international sur le mouvement sioniste au travers d'un de ses pères fondateurs : Théodore Herzl et de par l'émoi que ses manifestations antisémites vont provoquer au sein des communautés juives d'Europe centrale et occidentale. En 1897, Herzl convoque à Bâle le premier congrès sioniste mondial en vue de coordonner l'action politique sioniste au niveau mondial avec pour but la création d'un foyer national juif en Palestine.

## XXesiècle
- 1er juin 1914 : Le village de Dornach, progressivement rattrapé par l'urbanisation et l'extension des faubourgs industriels de la « cité du Bollwerk », est rattaché à Mulhouse et en devient un quartier. Cette « incorporation », fruit de plusieurs années de démarches, fut célébrée par trois jours de fête (du 6 au 8 juin) et par un défilé en costumes historiques.

### Première Guerre mondiale

#### Batailles de Mulhouseet deDornach(7 au 24 août 1914)
Le 7 août 1914, le général français Louis Bonneau (1851-1938) reçut l'ordre d'entrer en Haute Alsace et, dès le lendemain, les Français firent leur entrée en ville.
Mais le repli allemand n'était que provisoire et, le 9 août, une contre-attaque fut déclenchée à partir du nord et de l'est de la ville. Une violente bataille dura toute la nuit, obligeant les troupes de Bonneau à quitter la ville dès le lendemain.
Malgré une nouvelle offensive française (du 16 au 19 août), marquée par de violents affrontements devant Dornach et un éphémère retour à Mulhouse, les Allemands reprirent durablement la ville dès le 24 août : les troupes françaises ne purent en effet revenir avant le 17 novembre 1918. Quant aux civils, il souffrirent des prises d'otages effectuées par les deux camps belligérants et se divisèrent, en simplifiant beaucoup, entre « vieux-allemands » plutôt favorables au Kaiser et « autochtones » plutôt francophiles.

#### Le retour à la France (1918 à 1919)
En novembre 1918, alors que l'Allemagne était en train de perdre la guerre, des insurrections éclatèrent parmi les soldats qui s'inspirèrent du modèle soviétique pour mettre en place des conseils. À Mulhouse, un camarade Gallem fut le porte-parole d'un éphémère conseil des soldats (existant du 9 au 10 novembre), bientôt imité par une tentative tardive de conseil d'ouvriers (13 novembre). La réaction de la bourgeoisie et du maire Joseph Cossmann, qui mit en place une milice bourgeoise, puis l'entrée en ville des soldats français mirent fin à cette agitation révolutionnaire.

### Seconde Guerre mondiale
La Seconde Guerre mondiale débute en septembre 1939, ne devient de "haute intensité", dans la région mulhousienne qu'au printemps 1940. L'envahissement de l'Alsace commençant vers mi-juin 1940. Après la défaite française, marquée par la signature de l'armistice du 22 juin 1940, l'Alsace est annexée de « facto » par l'Allemagne nazie, permettant à la dictature allemande de récupérer le territoire alsacien et d'effacer la défaite de la Première Guerre mondiale. Le régime hitlérien s'abat avec toute sa terrible dureté sur Mulhouse.
En 1944, la ville subit quatre bombardements aériens par les alliés, les 11 et 25 mai, puis les 3 et 11 août 1944, qui provoquèrent la mort de près de 350 personnes au total. Ces bombardements visèrent principalement les deux gares mulhousiennes mais, par suite de l'imprécision des tirs, d'importants dégâts furent provoqués dans différents quartiers de la ville.

#### La Libération

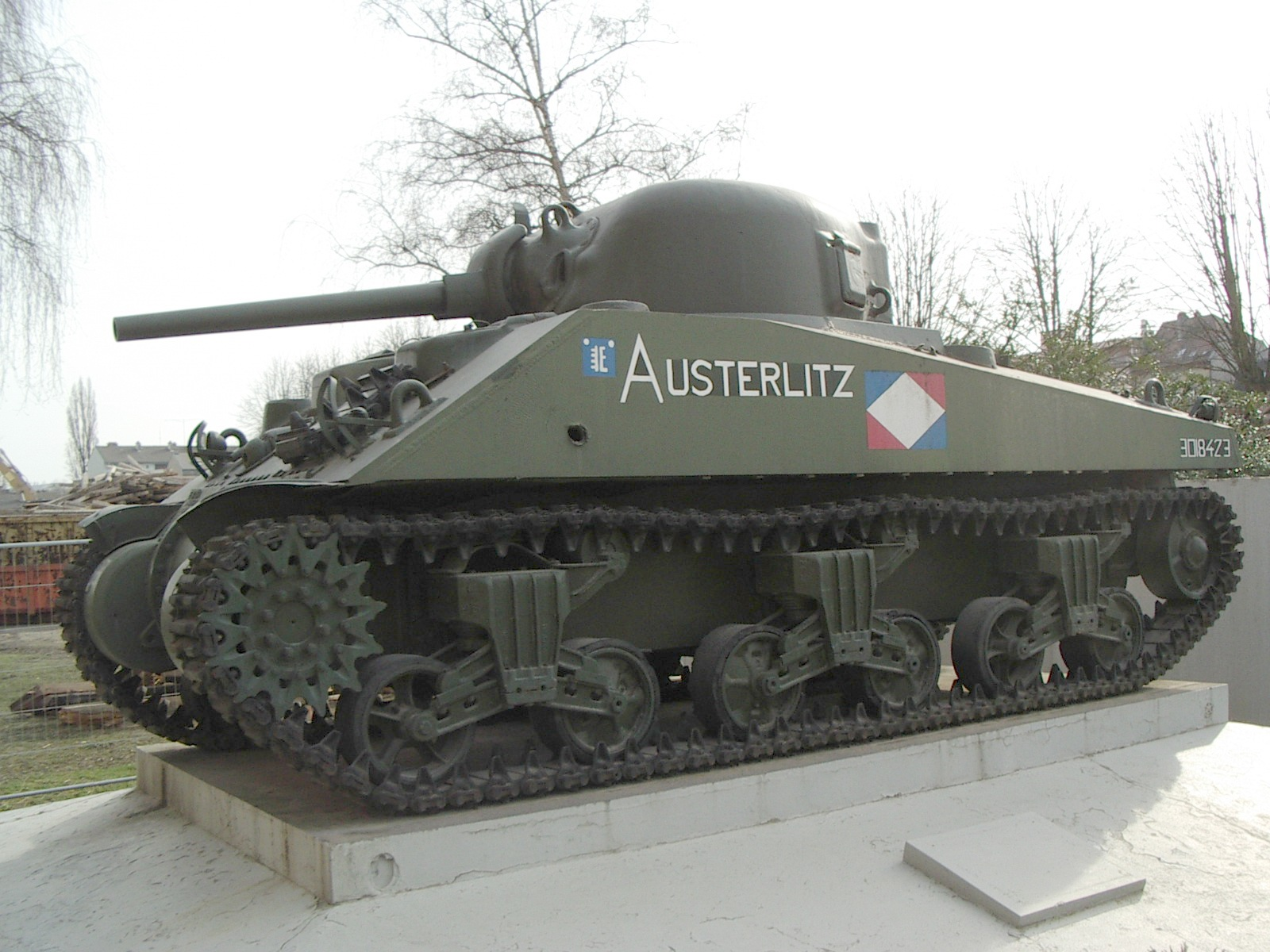
Char Sherman M4A4 "Austerlitz" qui a participé à la libération de Mulhouse et qui fut touché par un "Panzerfaust" le 23 novembre 1944.

- 20 novembre 1944 : Les combattants de la 1re armée française, déferlant à travers le Sundgau en blindés, s'arrêtent aux portes de Mulhouse du côté du Rebberg où les premiers coups de feu sont entendus vers 16h. Les Allemands fuyant dans leurs voitures vers le nord et l'est.

Dans la soirée du 20 novembre 1944, les blindés de la 1re Division Blindée du général Jean Touzet du Vigier, précédée par le combat command 3 du colonel Jean-Charles Caldairou, arrivant de Pfetterhouse et de Kembs, sont aux abords immédiats de la ville: La ville de Mulhouse est libérée !
- 21 novembre 1944 : les armées françaises sous le commandement du général de Lattre de Tassigny, venant de Bruebach et Zimmersheim dans les blindés de la Ire division blindée, pénètrent à vive allure dans Mulhouse à partir de 8h du matin dans l'enthousiasme général. La surprise des Allemands est complète et l'état major de la 19e armée allemande n'a que le temps de plier bagages. À la Feldpost, une soixantaine d'allemands occupés à trier du courrier, et qui prenaient les tirs des Français pour des exercices de leur artillerie, sont capturés par le colonel Jean-Charles Caldairou lui-même[10]. Les nids de résistance allemande, en particulier autour des casernes, sont nettoyés par l'armée et les FFI. Les administrations et maisons particulières sont nettoyées de leurs accessoires nazis, deux énormes bûchers, place de la Réunion et faubourg de Colmar, servant à brûler toutes les effigies allemandes.
- Des combats locaux durent jusqu'au 21 novembre 1944 pour le nettoyage complet de la ville[11].
- Le 24 novembre paraît le nouveau quotidien l'Alsace qui remplace le "Mülhauser Tagblatt" (principal quotidien de Mulhouse avant-guerre) accaparé par l'occupant nazi qui l'avait transformé en leur principal organe de propagande officielle.
- Le 1er février 1945, visite de Charles de Gaulle accompagnés des généraux Juin et De Lattre de Tassigny[12].
- Le 6 septembre 1947 la commune voisine de Bourtzwiller est rattachée à Mulhouse dont elle devient un quartier[13].

#### De l'après-guerre à l'an2000
- 1951 à 1956 : les secteurs détruits, par les bombardements de 1944, allant de la gare à la porte de Bâle sont reconstruits. Les nouveaux immeubles, dont le très original bâtiment annulaire, sont l'œuvre d'architectes comme Pierre-Jean Guth très proches d'Auguste Perret donnant un style architectural proche du centre-ville reconstruit du Havre.
- 1er mars 1953 : Première cavalcade du carnaval de Mulhouse, grande animation populaire qui attire des dizaines de milliers de personnes. Depuis lors, c'est un évènement festif majeur de la ville[14]
- 1962 : Au recensement de la population en France, Mulhouse, pour la première fois de son histoire, dépasse les 100 00 habitants avec une population légale de 108 995 habitants.
- 5 mai 1973 : Inauguration de la Tour de l'Europe[15]. Haut de 100 m, ce « gratte ciel » est imaginé par l'architecte mulhousien François Spoerry, dès la fin des années 1950, pour être le point d'orgue du nouveau quartier, qui remplace les usines en friche, dit de la « Dentsche ». De forme triangulaire, la tour rend hommage à la position frontalière de Mulhouse, à la jonction de trois pays : la France, l'Allemagne et la Suisse. c'est le plus haut bâtiment habité de la ville.
- 5 mai 1974 : Le maire de Mulhouse Émile Muller, candidat aux élections présidentielles sous l'égide du Parti de la démocratie socialiste[16], obtient 176279 voix sot 0.69 % des suffrages exprimés[17]. À l'origine membre de la SFIO, il a quitté le parti, par opposition à l'alliance entre socialistes et communistes liée au programme commun.
- 7 mars 1977 : La débâcle économique du groupe textile dirigé par les frères Schlumpf crée de graves tensions sociales. Des syndicalistes pénètrent sans autorisation dans leur usine (avenue de Colmar) où est accumulée une grande collection de voitures anciennes (principalement du constructeur Ettore Bugatti). Le syndicat CFDT baptise le musée « Musée des travailleurs ». Les employés occupent le site pendant deux ans en réclamant la vente de la collection pour combler le déficit de leur employeur. C'est « L'affaire Schlumpf » qui aboutira à la confiscation de l'extraordinaire collection de voitures. Le Conseil d'État fait classer, le 14 avril 1978, la collection Schlumpf à l'inventaire des monuments historiques.
- 19 octobre 1977 : près du Hasenrain (rue Charles-Péguy), on retrouve dans le coffre d'une Audi 100, le corps sans vie de Hanns Martin Schleyer, chef du patronat d'Allemagne de l'Ouest. Il a été assassiné la veille, le 18 octobre, par des membres du groupe terroriste d'extrême-gauche de la Fraction armée rouge qui l'avait enlevé, le 5 septembre, à Cologne, après une fusillade où trois gardes du corps perdirent la vie. Le lieu exact de sa mort n'est pas connu[18].
- 10 juillet 1982 : Ouverture du « Musée national de l'Automobile - Collection Schlumpf ». Le musée prendra la dénomination « Cité de l'automobile - Musée national - Collection Schlumpf »[19] en 2012 avant de revenir, en 2022, à la dénomination originelle[20].
- 24 avril 1988 : le mulhousien de naissance Antoine Waechter, candidat des Verts à la présidence de la République à l'Élection présidentielle française, obtient 3,78 % des suffrages exprimés
- 11 octobre 1988 : Le pape Jean-Paul II effectue une visite officielle en Alsace du 8 octobre au 11 octobre[21]. Il passe quelques heures à Mulhouse où il célèbre, au stade de l'Ill, une messe devant une assistance nombreuse. Dans son homélie[22], il évoque la ville du labeur, il parle de la doctrine sociale de l’Église inspirée par le pape Léon XIII dans l'encyclique Rerum Novarum. Il met en exergue deux prêtres mulhousiens Landolin Winterer et Henri Cetty qui ont été très actifs, à cette époque-là, avec la population ouvrière mulhousienne dans ce catholicisme social.
- 30 mai et 31 mai 1994 : Le 63e sommet franco-allemand (en allemand : deutsch-französischen Gipfeltreffen) se déroule à Mulhouse en présence du Président de la République française François Mitterrand et du Chancelier fédéral allemand Helmut Kohl[23].
- 29 janvier 1998 : Le bicentenaire de la réunion de Mulhouse à la France est marqué de plusieurs évènements dont la venue du président Jacques Chirac qui prononce un discours place de la Réunion[24].

## XXIesiècle
- 16 mai 2002 : Arlette Grosskost (UMP) est élue député de la cinquième circonscription du Haut-Rhin. C'est la première femme à accéder, à ce mandat électif, à Mulhouse. Elle est réélue deux fois de suite (2007 et 2012).
- 10 septembre 2002 : Fermeture de la mine « Amélie » à Wittelsheim qui marque la fin définitive de l'extraction de la potasse[25]. S'achève ainsi, l'aventure minière des Mines de potasse d'Alsace qui a profondément marqué le nord de l'agglomération mulhousienne depuis le début du XXe siècle.
- 26 décembre 2004 : une importante explosion au gaz provoque la destruction d'un bâtiment d'habitation de quatre étages au 12 rue de la Martre, faisant 17 victimes.
- 24 mars 2006 : une importante explosion à l'École nationale supérieure de chimie de Mulhouse a causé le décès d'un professeur et blessé une stagiaire.
- 13 mai 2006 : inauguration du tram-train et fête populaire du tram. L'accès aux deux lignes du tram-train est ouvert au public. L'inauguration officielle a lieu le 20 mai 2006[26] avec la visite du président Jacques Chirac.
- 26 mai 2014 : fermeture du dernier commerce de type grand magasin le « Globe », rue du Sauvage. S'achève ainsi une longue histoire débutée en 1910[27].
- 11 janvier 2015 : une manifestation en hommage aux victimes de l'attentat contre le journal Charlie Hebdo rassemble près de 25 000 personnes place de la Réunion[28].
- 3 novembre 2017 : Michèle Lutz (LR) est élue, par le conseil municipal, maire de Mulhouse. Cela à la suite du départ de Jean Rottner, le maire élu en 2014 dont elle était la première adjointe, qui devient président de la région Grand Est. Elle est réélue maire, en 2020, cette fois par la voie du suffrage universel. Michèle Lutz est une des rares femmes dirigeant en France, une commune de plus de 100 000 habitants.
- 25 juin 2018 : fermeture de l'imprimerie du journal « l'Alsace » qui prive la ville, pour la première fois depuis des décennies, d'une activité d'impression de presse écrite de masse[29].
- 24 février 2020 : l'épidémie de la Covid-19 commence à apparaitre à Mulhouse. Un rassemblement religieux évangélique dans le quartier de Bourtzwiller est frappé par de nombreuses contagions. La ville devient rapidement un des foyers les plus virulents de la pandémie en France[30].
- 16 mars 2020 : la situation devenant très critique, le président Emmanuel Macron vient à l'hôpital du Moenschberg. Il annonce que l'armée viendra renforcer par un hôpital de campagne, les équipes soignantes débordées[31].
- 7 mai 2020 : la première vague de la pandémie, très meurtrière dans la région mulhousienne[32], diminue fortement. Le dernier patient quitte l'hôpital de campagne[33].
- 22 février 2025 : a proximité du marché du canal couvert, un individu, fiché pour risque de « terrorisme », sous obligation de quitter le territoire et en attente de plusieurs jugements, tue un homme et blesse trois policiers[34]